# Distrito de Huayllabamba (Urubamba)
El distrito de Huayllabamba es uno de los siete que conforman la provincia de Urubamba, ubicada en el departamento del Cuzco en el Sur del Perú.
Desde el punto de vista de la jerarquía eclesiástica está comprendida en la Arquidiócesis del Cusco.

## Historia

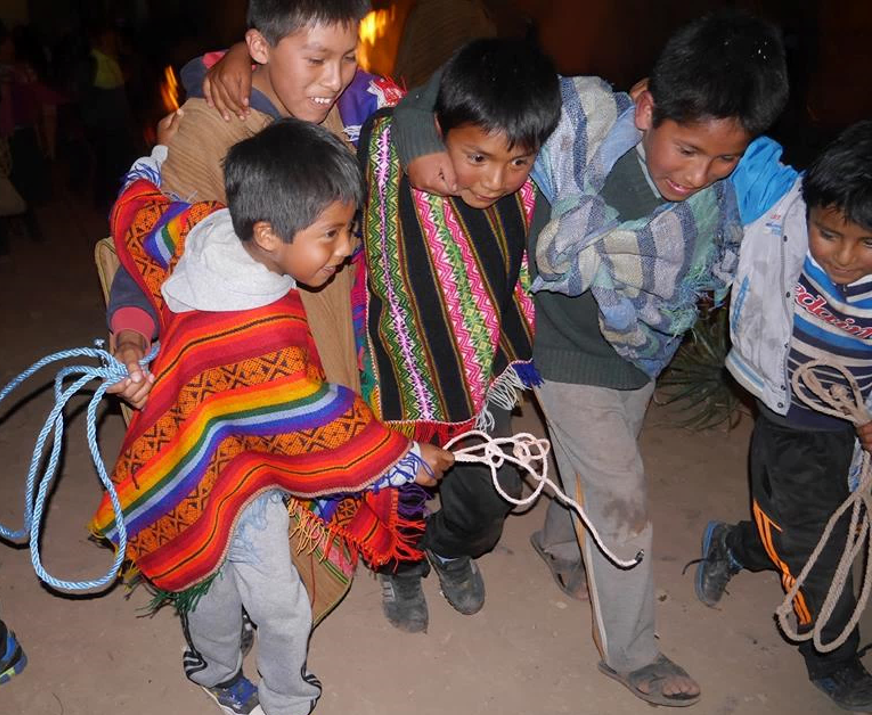
Niños formando parte de las tradiciones comunales

Oficialmente, el distrito de Huayllabamba fue creado el 2 de enero de 1857 por el conde de Peralta y posteriormente mediante ley dada en el gobierno del presidente Ramón Castilla.

## Geografía

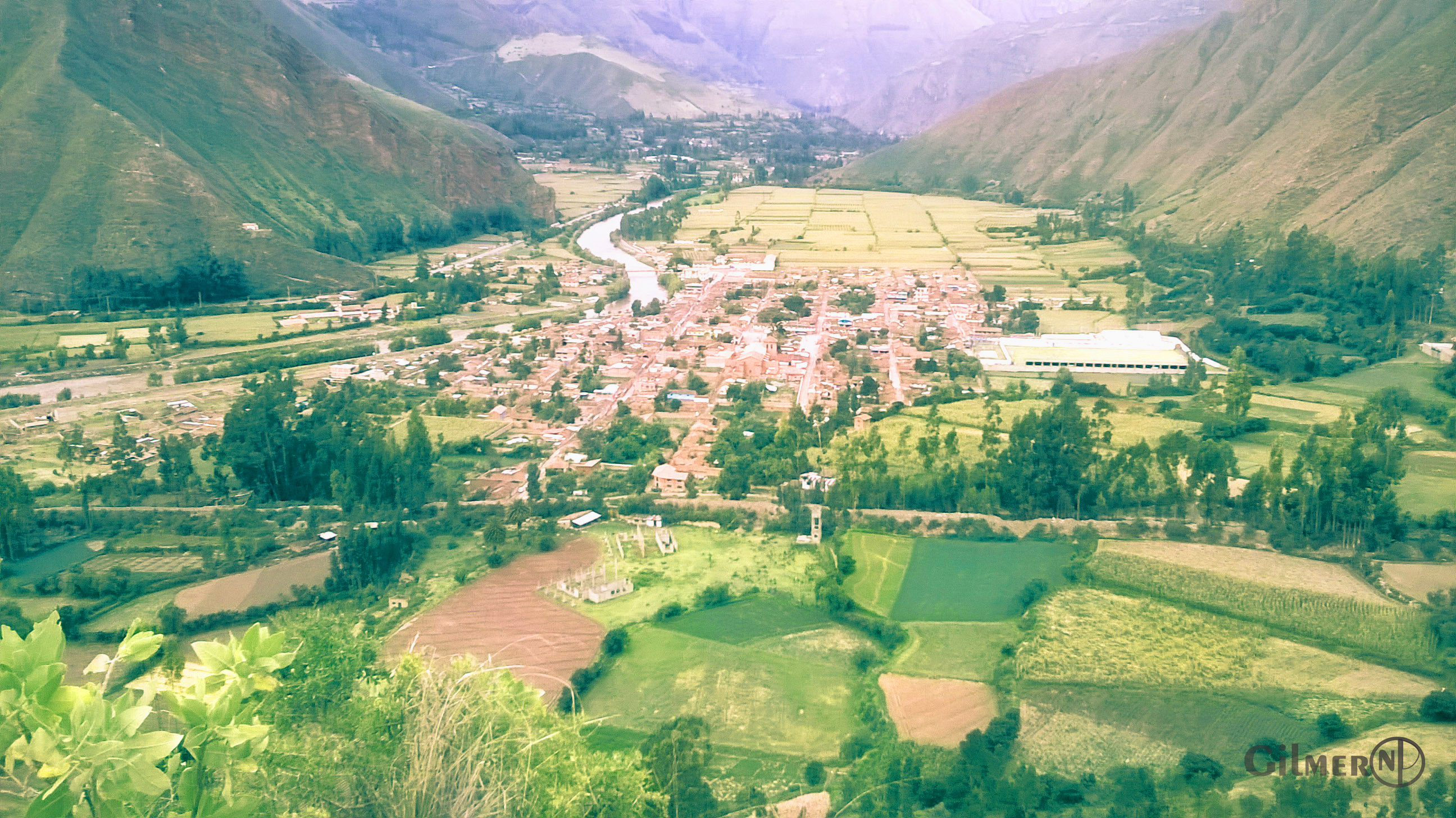
Vista general de Huayllabamba

La capital es el poblado de Huayllabamba, situado a 2 868 m s.n.m.

## Fútbol
| Clubes de fútbol | Clubes de fútbol    | Clubes de fútbol | Clubes de fútbol | Clubes de fútbol |
| --- | ------------------- | ---------------- | ---------------- | ---------------- |
| \| Nombre \| Fundación \| Estadio \| Liga \| \| ------------------- \| ------------------- \| ---------------- \| --------- \| \| Unión Juvenil \| 27 de julio de 1965 \| Francisco Tamayo \| Copa Perú \| \| Deportivo Palmeiras \| 28 de julio de 1976 \| Francisco Tamayo \| Copa Perú \| |                     |                  |                  |                  |
| Nombre | Fundación           | Estadio          | Liga             |                  |
| Unión Juvenil | 27 de julio de 1965 | Francisco Tamayo | Copa Perú        |                  |
| Deportivo Palmeiras | 28 de julio de 1976 | Francisco Tamayo | Copa Perú        |                  |

## División administrativa
En su jurisdicción se encuentran los anexos y/o comunidades de Huayoccari, Huycho, Urquillos, Racchi y Huaynacolca.

## Agricultura
Considera a nivel Mundial como "Capital Mundial del Maíz", sus tierras son muy buenas para cultivos de hortalizas, árboles frutales y el Maíz Blanco Gigante.

## Autoridades

### Municipales
- 2023-2026
  - Alcalde: Wilbert Baca Olayunca
- 2019-2022
  - Alcalde: Amilcar Cusicuna Álvarez.
- 2015-2018
  - Alcalde: Julio Llallicuna Carazas.
- 2011-2014
  - Alcalde: Segundo Fortunato López Quispe.
- 2007-2010
  - Alcalde: Segundo Fortunato López Quispe.
- 2006-2009
  - Alcalde: Salustio Concha Tupayachi.
- 2002-2005
  - Alcalde: Percy De la Flor Ocampo (f).

### Religiosas
- Párroco Oscar AVELLANEDA HUAMAN.
- Párroco: Pbro. Flavio Huillca Leva (Parroquia San Juan Bautista).

### Policiales
- Comisario:

Suboficial superior PNP Bernardino Mora Enríquez.

### JUDICIALES
Pampa juez del Distrito.
Abgdo. Bernardo Monteagudo Luna (09/05/23)

## Festividades

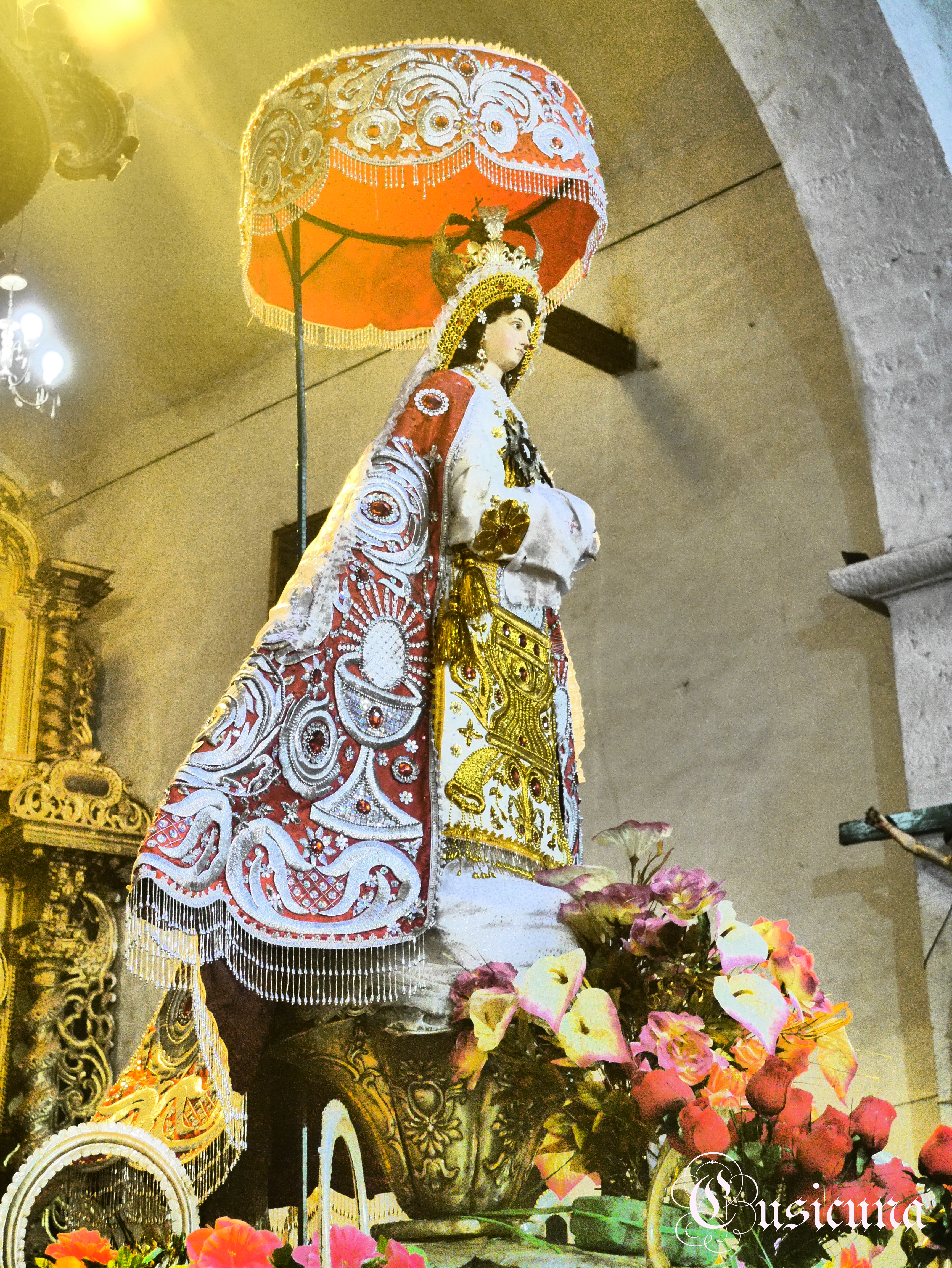
Patrona de la comunidad de Urquillos, su festividad se celebra del 1 al 3 de agosto siendo la festividad más importante de la comunidad

- San Juan de Dios.
- San Juan.
- Virgen de la Natividad. del 07 al 15 de SET
- El festival del choclo (8 de marzo)
- Virgen Reina de los Ángeles (agosto en Urquillos)
- Inmaculada Concepción (07 al 15 de DIC. en Huayoccari.)